# Manolo Badrena
Manolo Badrena (nascido em março de 1952, em Porto Rico) é um percussionista porto-riquenho, mais conhecido por seu trabalho com Weather Report, de 1976 a 1977. Ele fez contribuições para mais de 100 gravações que se estendem por jazz, música do mundo, pop e música latina. Badrena já tocou com Joe Zawinul, The Rolling Stones, Mezzoforte, Joni Mitchell, Spyro Gyra, Art Blakey, Bill Evans, Steve Khan, Carla Bley, Talking Heads, Blondie, Michael Franks, Ahmad Jamal, e outros.
Badrena, atualmente mora em Fairview, Nova Jérsei. Ele é o líder (bateria, percussão, guitarra, vocais) da banda de jazz latino Trio Mundo.

## Discografia
Com Billy Hart
- Oshumare (Gramavision, 1985)

Com Masaru Imada
- Seaside (1982)

Com Ahmad Jamal
- Rossiter Road (Atlantic, 1986)
- The Essence Part One (Birdology, 1995)
- Big Byrd: The Essence Part 2 (Birdology, 1995)
- The Blue Moon (JazzVillage, 2012)